# El Perelló
El Perelló – gmina w Hiszpanii, w prowincji Tarragona, w Katalonii, o powierzchni 100,62 km². W 2011 roku gmina liczyła 3378 mieszkańców.